# Castillo de Cardona
El castillo de Cardona se encuentra en la localidad de Cardona (provincia de Barcelona, España).
Este castillo es probablemente la fortaleza medieval más importante de Cataluña. Está situado sobre una colina que domina el valle salino y el valle del Cardener.

## Historia
Fue construido en el año 886 por Wifredo el Velloso. De estilo románico y gótico, incluye la denominada Sala Daurada y la Sala dels Entresòls. Durante el siglo XV, los duques de Cardona fueron la familia más importante de la Corona de Aragón, solo por detrás de la Casa Real. Por esto se los denominaba reyes sin corona, pues disponían de extensos dominios territoriales en Cataluña, Aragón y Valencia, y vínculos dinásticos con las casas reales de Castilla, Portugal, Sicilia y Nápoles. El 18 de septiembre de 1714, después de un asedio que destruyó en buena parte las murallas del castillo, fue uno de los últimos reductos en entregarse a las tropas borbónicas de Felipe V durante la guerra de sucesión española. Su joya es la torre de la Minyona (del siglo XI), de 15 metros de alto y más de 10 metros de diámetro y la iglesia románica de San Vicente de Cardona. Uno de sus primeros abades fue del linaje Orís.

## Uso actual
Actualmente el castillo alberga el Parador Nacional de Turismo "Duques de Cardona", y ha sido incluido entre los diez mejores castillos de Europa en los que hospedarse por los usuarios de TripAdvisor, la mayor comunidad de viajeros en Internet.